# Benjámin Kállay
Benjámin von Kállay, auch Béni Kállay de Nagy-Kálló (* 22. Dezember 1839 in Pest, Kaisertum Österreich; † 13. Juli 1903 in Wien, Österreich-Ungarn) war ungarisch-österreichischer Politiker und von 4. Juni 1882 bis zu seinem Tod (längstdienender) Reichsfinanzminister Österreich-Ungarns. Er war damit gleichzeitig Gouverneur von Bosnien und Herzegowina.

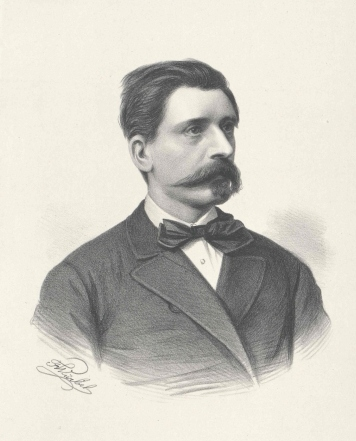
Benjámin von Kállay

## Leben
Kállay stammte väterlicherseits aus einer alten ungarischen, mütterlicherseits aus einer ursprünglich serbischen, jedoch bereits magyarisierten Familie.
Nach einem Sprach- und Geschichtsstudium – er beherrschte Griechisch, Türkisch und mehrere slawische Sprachen – trat Kállay in den diplomatischen Dienst und wurde 1867 Generalkonsul in Belgrad.
1873 heiratete er Vilma Bethlen, mit der er drei Kinder bekam. 1875 wurde er als Anhänger von Gyula Andrássy in den ungarischen Reichstag gewählt. Im k.u.k. Ministerium des kaiserlichen und königlichen Hauses und des Äußern in Wien war er unter den Ministern Heinrich Karl von Haymerle (1879–1881) und Gustav Kálnoky (1881–1895) erster Sektionschef.
Als letzter Reichsfinanzminister (seine Nachfolger erhielten auf ungarischen Wunsch den Titel „gemeinsamer Finanzminister“), der die von der Doppelmonarchie 1878 okkupierten Gebiete Bosnien und Herzegowina zu verwalten hatte, gelang es ihm mit seinem Expertenwissen und als wissenschaftlicher Autor für Balkanfragen, die Verhältnisse in Bosnien einigermaßen zu konsolidieren. Kállay wurde dadurch zum Hauptarchitekten der Religions- und Nationalitätenpolitik im Süden Österreich-Ungarns.
Er vertrat dabei die Idee der Schaffung einer „bosniakischen Identität“ als Grundlage der Nationsbildung, basierend auf den lokalen muslimischen Eliten des Verwaltungsapparates, offen auch für Serben und Kroaten. Seine Förderung der Bosniaken als eigene, nicht nur religiös definierte Ethnie war ein Mittel zum Kampf gegen südslawische Einigungsbestrebungen.
Kállay wird in der Forschung als bedeutendste Person in der Verwaltung Bosnien-Herzegowinas durch die Donaumonarchie betrachtet. Seine Amtsdauer als k.u.k. Finanzminister, 21 Jahre, übertraf die seiner Vorgänger seit 1867 und seiner Nachfolger bis 1918 bei weitem.

## Schriften (Auswahl)
- Geschichte der Serben. Lauffer, Budapest/Wien 1878.
- Die Geschichte des serbischen Aufstandes 1807–1810. Holzhausen, Wien 1910.
- Andrija Radenić (Hrsg.): Dnevnik Benjamina Kalaja 1868–1875. (Benjamin Kállays Tagebuch.) Belgrad 1976. (Serbokroatisch)